# トリックス

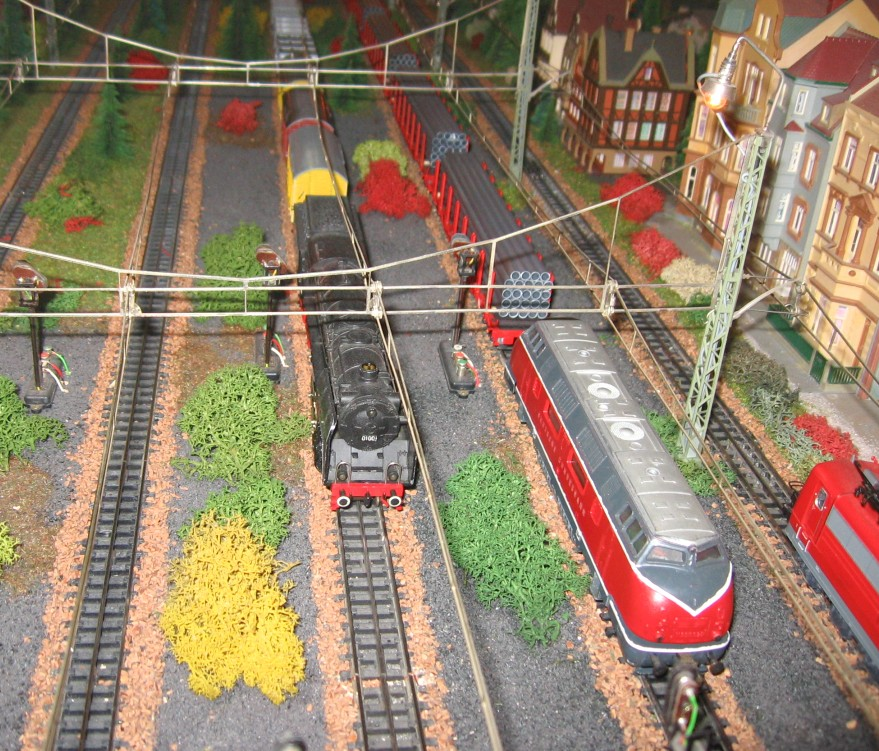
トリックスの鉄道模型

トリックス (TRIX、TRIX Modelleisenbahn GmbH & Co KG ) は、かつてドイツにあった独立した模型・玩具メーカーであり、現在はメルクリン傘下の鉄道模型メーカー・ブランドである。

## 概要
1838年にドイツのフュルトにおいてヨハン・ハフナーによって創業された玩具メーカーであったが、1880年代以降におこった買収や合併を経て1950年にトリックスと社名変更された。
1997年にメルクリン傘下に入り、現在はメルクリンにおいて直流二線式のHOゲージ鉄道模型ブランドとなっている。メルクリン傘下ではあるものの、メルクリンの商品展開とは一線を画した展開も行っている。Nゲージ鉄道模型はミニトリックス (Minitrix ) のブランド名で展開されている。
かつてはメカノのような金属製組み立て玩具や、モールス電信機、テープレコーダー、ラジオ受信機、スロットカーなども製造していた。

## 歴史

### 黎明期
1838年、ニュルンベルク近郊のフュルトにおいて、ヨハン・ハフナー (Johann Haffner 、1813 - 1874年) によって同名の玩具メーカーとして創業された。当初は主に鉛のフィギュア (スズの兵隊) を販売していた。1874年にヨハンが死去すると息子のコンラート・ハフナー (Conrad Haffner ) が後を継ぎ、「ヨハン・ハフナーの後継者」 (Johann Haffner Nachfolger ) と改名された。1892年にアルブレヒト・クリスチャン・アレクサンダー・ヴィルヘルム・ステッドラー (Albrecht Christian Alexander Wilhelm Städtler ) が「ヨハン・ハフナーの後継者」を継いだ。
1898年、ビングの創業者の一人であるアドルフ・ビング (Adolf Bing ) の息子のオットー・ビング (Otto Bing ) に売却され、1902年には実業家のマックス・アーランガー (Max Erlanger ) が「ヨハン・ハフナーの後継者」を継いだ。
1910年、マックスはブリュッセル万博に大型のスズの兵隊のフィギュアを出品しグランプリを獲得した。
1920年、マックスは兄弟のダヴィット・アーランガー (David Erlanger ) とともにニュルンベルクのアンドレアス・フェルトナー(Andreas Förtner ) の会社 (ANFOE) に出資し、「アンドレアス・フェルトナー合名会社」 (Andreas Förtner OHG ) とした。トレードマークはANFOEのものを引き継いだ。「ヨハン・ハフナーの後継者」は同年秋のライプツィヒ展覧会に第一次世界大戦後初めて精巧な兵士や動物のフィギュアを出品した。
1922年、アンドレアスが死去したため「アンドレアス・フェルトナー合名会社」からアンドレアスの名が外され、1925年、「アンドレアス・フェルトナー合名会社」と「ヨハン・ハフナーの後継者」は合併し、「合同玩具工場 アンドレアス・フェルトナー & J・ハフナーの後継者 株式会社」 (Vereinigte Spielwarenfabriken Andreas Förtner & J. Haffner Nachfolger AG ) となった。所有者はマックスとダヴィットで、法務顧問はミヒャエル・アーランガー (Dr. Michael Erlanger ) 、弁護士はミュンヘンのマックス・バウアー (Dr. Max Bauer ) であった。
1928年に株を公開し、「合同玩具工場 アンドレアス・フェルトナー & J・ハフナーの後継者 有限責任会社」 (Vereinigte Spielwarenfabriken Andreas Förtner & J. Haffner Nachfolger GmbH ) となった。財政危機によりビングを退いたシュテファン・ビング (Stefan Bing ) が株の74%を買占め、残りをヘルマン・オッペンハイム (Hermann Oppenheim ) とジークフリート・カーン (Siegfried Kahn ) が買い、1929年4月にニュルンベルクのコーベルガー通り (Kobergerstraße ) 15番地の元家具工場へ移転した。

### 発展期
シュテファンとジークフリートはそこでメカノに似た金属製の組み立て玩具を計画し、1930年9月には「TRIX (トリックス) 」の商標で特許をとり、1931年8月にトリックス・メタルバウカステン (Trix-MetallBaukasten ) の名称で市場に投入した。
メカノでは、基本的な平板棒部品に1列にしか穴が開いていなかったのに対し、「トリックス・メタルバウカステン」では3列の穴が開いていた。トリックスの名前の由来はここにある。メカノと並びヨーロッパ全体でトリックスの商標で販売され有名になった。これは1998年まで製造された。
1931年、シュテファンの息子のフランツ・ビング (Franz Bing ) がロンドンのゴールドレーン4番地に「トリックス社」 (Trix Ltd. ) を設立し、1932年2月にはロンドン市場で株を公開した。同年、「合同玩具工場 アンドレアス・フェルトナー & J・ハフナーの後継者 有限責任会社」ではジークフリートが社長に就任し、マックス・アーランガーは経営責任者となった。
1932年からシュテファンとジークフリートは鉄道模型の開発をはじめ、1934年にトリックス・エクスプレス (TRIX EXPRESS ) を開発した。
トリックス・エクスプレスは、シュテファンがビング 時代に製造していたビング卓上鉄道 (Bing Tischeisenbahn ) を基礎として、交流14ボルト三線式・縮尺1/87・軌間16.5mmのOOゲージを採用した。
1935年3月、ライプツィヒの展覧会にOOゲージのテンダー式の機関車 (品番20/51) などが出品された。秋のライプツィヒの展覧会ではメルクリンが同様のOOゲージを出品した。イギリスのトリックス社では、トリックス・エクスプレスの製品はイギリス風に塗られ、ヘンリー・グリーンリーの助言によりTRIX-TWIN-RAILWAYを略した「TTR」ブランドで展開され、アメリカへも輸出された。
1936年、NSDAPによるニュルンベルク法によって、ユダヤ人であったシュテファンは会社を退き、「合同玩具工場 アンドレアス・フェルトナー & J・ハフナーの後継者 有限責任会社」はアーリア人のエルンスト・フェルク (Ernst Voelk ) に買収された。1938年にはジークフリートが解任され、エルンスト・フェルクが1935年に買収していた、ニュルンベルクの玩具メーカー「ヨハン・ディスラー合資会社」 (Johann Distler KG ) に引き継がれた。同年6月、シュテファンとジークフリート、ヘルマンはバセットロークの協力でイギリスへと渡った。トリックス社のTTRはイギリスで独自に展開されるようになった。1939年にはマックス・アーランガーが南米へと渡った。
1940年のクリスマスシーズンにタンク式機関車 (品番20/56) を発売した後、第二次世界大戦の影響で1941年にはトリックス全体で玩具・模型の製造が中断された。
第二次世界大戦中、トリックスの工場では戦時物資のモールス電信機や野戦電話などが製造されていた。当時のニュルンベルクは交通や産業の要衝であったことなどから、早期に連合国の攻撃目標にリストアップされていた。1943年、玩具や模型の製品や図面をニュルンベルク・コーベルガー通りの工場内の金庫に保管し、戦時物資はニュルンベルク郊外に新たに作られた工場で製造されるようになった。しかし1945年春の空襲によりコーベルガー通りの工場は灰燼に帰し、金庫内に保管されていた図面も焼失したため再開は困難を極めた。

### 復興期
戦後すぐの期間はアメリカ向けに日用品などを製造し、1948年に自社製品であるトリックス・エクスプレスやトリックス・メタル・バウカステンの生産が再開された。通貨改革があったものの同年のクリスマスシーズンには非常に高い利益をあげ、スイスやオランダなどへも輸出し、1949年には生産は戦前のレベルまで復旧した。しかしながら従来製品の生産で精一杯だったため、新製品を開発できなかった。
1948年、トリックス社のフランツ・ビングや、ヘルマン・オッペンハイムらの旧経営者が、エルンスト・フェルクに対して会社資産の返却を求め裁判を起こした。1949年、会社資産の51%をトリックス社と旧経営者が持ち、49%をエルンスト・フェルクが持つこととなった。1950年には「合同玩具工場 アンドレアス・フェルトナー & J・ハフナーの後継者 有限責任会社」は「トリックス社」と提携し、「トリックス 合同玩具工場 有限責任会社」 (TRIX Vereinigte Spielwarenfabriken GmbH ) となった。社長はエルンスト・フェルクで、経営責任者としてマックス・エパーリエン (Max Epperlein ) が就任した。
1950年の第1回ニュルンベルク国際玩具見本市では、戦後初のトリックス・エクスプレスの新製品として西ドイツ国鉄E94電気機関車が出品された。1952年には入門者向けのスタートセットにあたる、「69.50DMセット」が発売された。このセットには機関車と貨車2台、線路一周分、電源・制御機器が含まれていた。1953年には電源にディスラーの4.5ボルトバッテリーを使用した、「トリックス・エクスプレス 4.5ボルトバッテリー鉄道」 (Trix-Express-4,5-Volt-Batterie-Eisenbahn ) が発売された。同年、交流モーターに代わり直流モーターを採用し、交流三線式から直流三線式に変更された。E94電気機関車も直流仕様のものが発売された。1955年にはイギリスのトリックス社からトリックス・エクスプレス 4.5ボルトバッテリー鉄道と同様のものが「トリックス・ジュニアトレイン」 (Trix – Junior Train ) として6ボルト仕様で発売された。
1955年、イギリスのトリックス社との提携が終了し、「トリックス玩具 有限責任会社」 (Trix Spielwaren GmbH ) となった。社長にはエルンスト・フェルクの息子のヴァルター・フェルク (Walter Voelk ) が就任した。
1959年のニュルンベルク国際玩具見本市で、縮尺1/180の鉄道玩具として「ジーベトリックス」 (Schibe Trix ) を発表し、同年ミニトリックス (Minitrix ) の名称で発売した。
これはモーターを持たない手押し玩具で、いくつかの製品はアーノルトで作られていた。

### 活動期
1960年代は鉄道模型市場は好調に伸び、トリックスではスイスの雑貨チェーン店のコープと組み、販路を広げた。新型直流モーターを搭載した機関車が多く市場に投入された。また、イタリアのリバロッシやドイツのレーヴァを下請けとしてプラスチック製品の開発が始まった。1962年にはニュルンベルク・クラウス通り (Kreulstraße ) 40番地に新しく工場が建設された。
1962年にニュルンベルクの模型・玩具メーカーであったアーノルトから縮尺1/160 ・軌間9mmのアーノルト・ラピードが発売され、トリックスではそのシステムを使用した電動のミニトリックス・エレクトリック (MINITRIX Electric ) を1964年に市場に投入した。同製品は手押しのミニトリックス製品（ジーベトリックス）の絶版後、ミニトリックスと改名された。
1964年、直流三線式のトリックス・エクスプレスに対して、新たに直流二線式の「トリックス・エクスプレス・インターナショナル」 (Trix-Express International ) が登場した。これはドイツ以外の国や地域の鉄道模型市場においては直流二線式が一般的となっていたため、それらの市場に合わせたものであった。
1966年、「トリックス 合同玩具工場 エルンスト・フェルク合資会社」 (TRIX Vereinigte Spielwarenfabriken Ernst Voelk KG ) と社名が変更された。所有者はエルンスト・フェルク、ヴァルター・フェルク、マックス・エパーリエン、ギュンター・クルツ (Günter Kurz ) で、支配人はマックス・エパーリエンとニュルンベルクの経営学修士のヴィルヘルム・シュタイン (Dr. Wilhelm Stein ) であった。
1968年にマンハイムの玩具メーカーであるシルトクレート (Schildkröt ) が支配人に加わり、1970年に「シルトクレート・トリックス 玩具 有限責任会社」(Schildkröt-Trix Spielwaren GmbH ) となった。

### 低迷期
1971年にニュルンベルク近郊フュルトの玩具メーカーであるGAMA (Georg Adam Mangold) に買収され、「トリックス・マンゴルト合資会社」 (TRIX-Mangold GmbH & Co KG ) となり、フュルトのランゲ通り (Lange Straße ) 71番地に移転した。
1993年にはミニカーメーカーのシュコー (1980年に既にGAMAグループに入っていた) と合併し、「トリックス・シュコー有限責任会社」 (TRIX-Schuco GmbH & Co ) となったものの、1996年にはトリックスの業績悪化によりシュコーを分離した。1997年1月にメルクリン傘下に入り、現在の「トリックス模型鉄道 合資会社」 (TRIX Modelleisenbahn GmbH & Co KG ) となった。

## 製品

### トリックス・メタルバウカステン
金属製の組み立て玩具。平板状の棒部品に3列に穴が開いており、その棒を曲げたり束ねたりしてボルトやナットで留めてさまざまな形を作ることができた。後年になり、電動ユニットも発売され、レパートリーが広がった。メルクリンに買収された翌年の1998年に発売終了した。

### トリックス・エクスプレス
三線式のOOゲージ・HOゲージ鉄道模型。登場時は交流三線式。1953年から直流三線式に変更。
- 1930年代はまだ直流モーターが一般的ではなかったため、鉄道模型では14 - 20ボルトの交流モーターが使われていた。電源は110 - 220ボルトで、フィラメント式抵抗器 (白熱電球) で60ボルトに降圧していたものの、安全性に問題があったためこの方式は間もなく停止された。トリックスでは14ボルトのモーターが使われており、車両内のスイッチを2回押すことで逆方向に走らせることができた。

- トリックス・エクスプレスのストラクチャー (建築物) は、当初は小型の「TrixStadt」駅や貨物駅、車庫などが発売され、後にアーチ式ドーム屋根の「Trixburg」駅などが発売された。これらのストラクチャーは木製で、他のメーカーで製造していたものをトリックス・エクスプレスのブランドで発売していた。これらの製品は現在ではオークション市場で非常に高価に取引されている。

- トリックス・エクスプレスではキブリの協力で、キブリ製品とは色などを変更した駅やプラットホーム、橋、信号所などを展開した。

### トリックス・エクスプレス・インターナショナル
直流二線式のHOゲージ鉄道模型。
1964年に登場した。「トリックス・インターナショナル」とも呼ばれる。1990年代までの二線式製品は、一部の部品を付け替えると直流三線式の線路で使用することが出来たが、メルクリンに買収されてからは互換性がなくなった。
メルクリン傘下においては、かつてメルクリンの展開していた直流二線式ブランドのハモの後継にあたる。しかしながら、メルクリン本体とは一線を画した商品展開も行っている。特にバイエルン王立鉄道の古典的な車両や、高価な真鍮製製品が有名。

### ミニトリックス
当初は手押しの鉄道車両模型、現在では直流二線式のNゲージ鉄道模型のブランド名。主にドイツや、西ヨーロッパの鉄道車両を製品化している。
1959年、線路の無い縮尺1/180の手押しの鉄道玩具としてミニトリックス(MINITRIX  ) を発売。手押しのため、ジーベトリックス (Schiebetrix ) やロールトリックス (Rolltrix ) と呼ばれた。同じ頃イギリスのローンスターやドイツのアーノルトでも同じようなサイズの鉄道模型が開発されていたが、それらに触発されトリックスでは1964年にアーノルト規格（縮尺1/160、軌間9mm）の電動の鉄道模型の製造を開始した。電動であったこと、大きさが違うことから、最初の頃はミニトリックス・エレクトリック (MINITRIX Electric ) と呼ばれ区別された。1/180の手押しのミニトリックス製品の絶版後にミニトリックス・エレクトリック 製品がミニトリックスの名称で販売されるようになった。
1972年、トリックスの下請けメーカーであったレーヴァがNゲージから撤退した際に、同社のNゲージ製品を引き継いだ。アメリカ向け製品は当初、アメリカのオーロラから「Postage Stamp」ブランドで販売されていたが、後にブランドが売却され、コンコア (Con-Cor ) やモデルパワー (Model Power ) から販売された。
1980年代にイギリスのホーンビィと提携し、縮尺1/160でイギリスの車両を「ホーンビィ・ミニトリックス」(Hornby MINITRIX ) ブランドで発売したものの数年で撤退した。イギリス向けの車両はトリックスが引き続いて販売した。

### トリックス・トレイン
OOゲージ鉄道模型。イギリスで展開されていたトリックス社 (Trix Ltd. ) の鉄道模型ブランド。
当初は交流三線式で、トリックス・ツイン・レールウェイ (TTR、Trix-Twin-Railway ) のブランド名が使用された。トリックス・エクスプレスでは三線式であったため、両側の走行用レールと中央のレールを使い分けることで2つの列車を同一の線路上で同時に走行させることが出来た。そのためツイン・レールウェイと命名された。
1935年12月にTTRが発売された当時は、ドイツ製造のトリックス・エクスプレス製品をイギリスで塗り替えていたが、1936年からはドイツ製シャーシを使用し、ボディはバゼット・ローク傘下のウィンターミンガム社 (Winteringham Ltd. ) の工場で製造するようになった。1938年以降はドイツの「合同玩具工場 アンドレアス・フェルトナー & J・ハフナーの後継者 有限責任会社」とは袂を分かち、独自に製品が作られるようになった。
1941年からは戦時物資の製造が始まったため、TTRの製造は中止され、1947年から再開された。1950年からイギリス国鉄発足に伴い国鉄仕様のTTRが製造されたが、TTRでは旧製品の塗り替えであったため、新製品を投入したホーンビィ・デュブロ (Hornby-DublO ) やトライアング (Tri-ang ) などのライバル会社と比べ分が悪かった。1952年にドイツのトリックスとの関係を清算することになり、バゼット・ロークもトリックス社から手を引いた。1956年に交流から直流に変更され、1958年に経営危機によりデュファイ社 (Dufay Ltd. ) に買収され、工場はバーミンガムに移転した。
1960年、オーストリアのリリプット製品を輸入していたミニチュア・コンストラクション社 (Miniature Constructions ) の協力で、リリプットに製造を委託したプラスチック製の新製品を投入したものの、売り上げは伸びず、1962年にトリックス社は売却された。1963年にイギリスの繊維メーカーのコートルズ (Courtaulds ) 傘下のセラネース社 (Celanese ) に買収され、レクサムのセラネース社の工場でプラスチック製品の製造が開始された。
1967年に経営上の問題でトリックス社はドイツのトリックスに売却され、スーングレイド社 (Thernglade Ltd. ) が設立された。1967年以降は直流三線式をやめて直流二線式となり、ブランド名もTTRから「トリックス・トレイン」と変更された。1971年にドイツのトリックスが買収されたが、スーングレイド社では1973年まで続けられた。1974年にリリプットのイギリス子会社であるバーウィン・ホビーズ (Berwyn Hobbies ) が引き継ぎ、1992年まで製造された。1993年以降はいくつかの製品をイギリスのダポールや香港のケーダーが引き継いだ。
TTRやトリックス・トレインはイギリスや英連邦諸国では一般的であったものの、それ以外では展開はされなかった。

### その他の製品
PhonoTrix
小型携帯テープレコーダー。ディスラーのバッテリーを使用した。ドイツでは高価格帯の価格設定であったため売れ行きは伸びず、成功したとはいえなかった。
Trix Radio-Car
BMW 2000CSのラジコン自動車。1960年代後半に発売していた。プラスチック製で、1/24スケールであった。
Slot-Car-Bahn
スロットカー。1/43スケールで展開された。コースは2車線と4車線のものがあった。

## 他社との提携
リュコー (Rüco)
ドイツ南東部のコーブルク (Coburg ) で、1950年にアルビン・リュッケルト (Albin Rückert ) が創業した鉄道模型部品メーカー。社名は「Rückert ＋ Coburg 」を略したもの。
トリックスへは1951年から1958年まで信号機や架線、ランプ・灯火類を提供していた。
レーヴァ (Röwa)
トリックスへはプラスチック製客車を提供した。詳しくはレーヴァを参照。
リバロッシ (Rivarossi)
1960年代初めからイタリアのリバロッシと提携し、イタリアとアメリカでトリックス・エクスプレスを発売した。また、直流二線式のリバロッシ製の機関車を、直流三線式仕様にしたものがトリックス・エクスプレスから発売されていた。1964年にトリックスが直流二線式を発売したため、提携は終了した。
フライシュマン (Fleischmann)
1990年代、それまで二線式線路が発売されていなかったトリックスでは、フライシュマンと組み、1995年から同社の線路を自社のスタートセットに入れた。1997年にメルクリンに買収されたため、提携は終了した。